# Harbour View Football Club
Il Harbour View Football Club è una società calcistica di Kingston, Giamaica. Milita nella Cash Plus Premier League, la massima divisione del campionato nazionale.

## Palmarès

### Competizioni nazionali
- National Premier League: 3

2000, 2007, 2010, 2012-2013
- Flow Champions Cup: 4

1994, 1998, 2001, 2002

### Competizioni internazionali
- Campionato per club CFU: 2

2004, 2007

### Altri piazzamenti
- National Premier League:

Terzo posto: 2008-2009, 2010-2011
- Campionato per club CFU:

Semifinalista: 2006
Terzo posto: 2000
- CONCACAF Caribbean Cup:

Semifinalista: 2023

## Rosa 2017-2018
| N. |                     | Ruolo | Calciatore         |
| -- | ------------------- | ----- | ------------------ |
| 4  | Giamaica (bandiera) | C     | Casseam Priestly   |
| 5  | Giamaica (bandiera) | C     | Nicholas Beckett   |
| 6  | Giamaica (bandiera) | C     | Andrew Allen       |
| 11 | Giamaica (bandiera) | A     | Sean Fraser        |
| 21 | Giamaica (bandiera) | C     | Evan Taylor        |
| 27 | Giamaica (bandiera) | D     | Christopher Harvey |
| 29 | Giamaica (bandiera) | D     | Rosario Harriott   |
| 40 | Giamaica (bandiera) | A     | Cleon Pryce        |
| 46 | Giamaica (bandiera) | D     | Javain Brown       |
| 57 | Giamaica (bandiera) | C     | Fabian Grant       |
|    | Giamaica (bandiera) | C     | Luton Shelton      |

| N. |                     | Ruolo | Calciatore        |
| -- | ------------------- | ----- | ----------------- |
|    | Giamaica (bandiera) | P     | Michaud Barrett   |
|    | Giamaica (bandiera) | C     | Joel Senior       |
|    | Canada (bandiera)   | A     | Allando Matheson  |
|    | Giamaica (bandiera) | C     | Akeem Priestley   |
|    | Giamaica (bandiera) | C     | Jorginho James    |
|    | Giamaica (bandiera) | C     | John-Ross Edwards |
|    | Giamaica (bandiera) | A     | Ranique Muir      |
|    | Giamaica (bandiera) | P     | Romaine Bowers    |
|    | Giamaica (bandiera) | D     | Kereen Manning    |
|    | Giamaica (bandiera) | C     | Peter-Lee Vassell |